# Gasthaus Jamaica
Gasthaus Jamaica (Originaltitel und seit 2020 auch Titel der deutschsprachigen Ausgabe: Jamaica Inn) ist ein Roman der britischen Schriftstellerin Daphne du Maurier, der im Januar 1936 in englischer Sprache erschien und seitdem vielfach übersetzt wurde. Die Geschichte spielt in der englischen Grafschaft Cornwall und hat das Wirken von Strandräubern im frühen 19. Jahrhundert zum Gegenstand. Das Buch gilt als moderner Klassiker. Auf der Grundlage des Romans drehte Alfred Hitchcock 1939 den Spielfilm Riff-Piraten.

## Örtlichkeiten

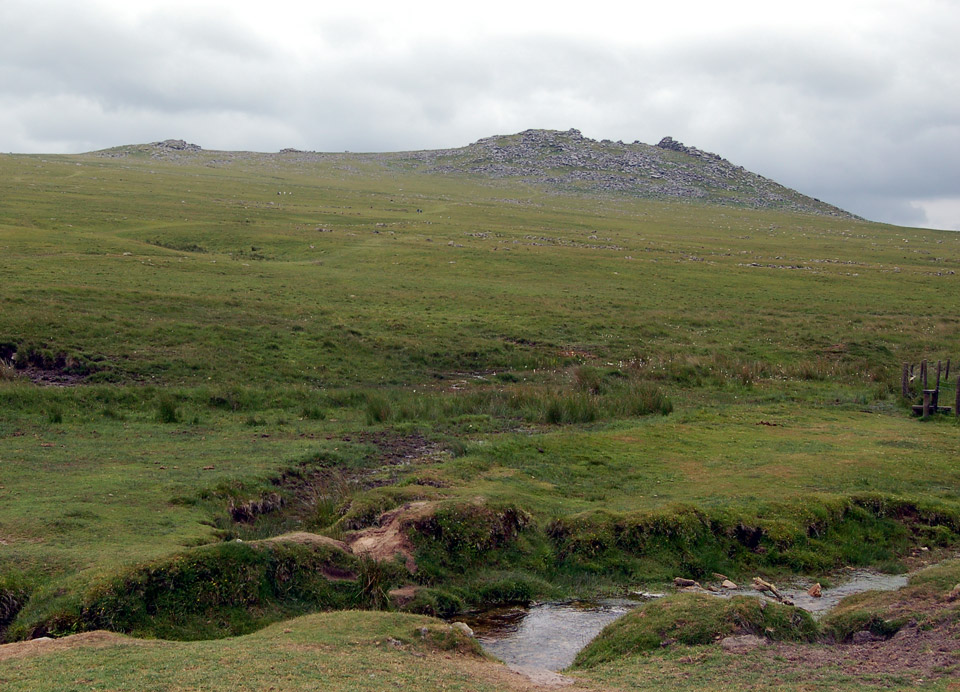
Bodmin Moor

Die Geschichte spielt im Bodmin Moor, einer dünn besiedelten Hochmoorlandschaft im nordöstlichen Cornwall.
Schauplatz ist das – tatsächlich existierende – Gasthaus Jamaica Inn. Das Jamaica Inn wurde etwa 1750 als Ausspann erbaut. Es liegt an einer heute als A 30 bezeichneten Landstraße, die die Städte Exeter und Newquay miteinander verbindet und heute wie damals erhebliche Bedeutung für den Fernverkehr von London nach Cornwall hat. Die nördliche und die südliche Küste Cornwalls sind jeweils etwa 20 km vom Jamaica Inn entfernt, die Erhebung Brown Willy liegt 6,4 km entfernt in nördlicher Richtung. In der unmittelbaren Umgebung des Gasthauses gibt es keine anderweitige Bebauung, im weiteren Umfeld befindet sich die Siedlung Bolventor. Die nächsten größeren Orte sind Altarnun und Launceston an der Grenze zur Grafschaft Devon. In Launceton lässt die Autorin einige Märkte, darunter einen Weihnachtsmarkt, spielen.

## Entstehungsgeschichte
Gasthaus Jamaica gehört zu den frühen Werken Daphne du Mauriers. Es ist ihr vierter Roman. Du Maurier schrieb das Buch im Alter von 28 Jahren, zwei Jahre nach der Geburt ihres ersten Kindes.
Seit 1926, als sie 19 Jahre alt war, besuchte du Maurier regelmäßig Cornwall, später ließ sie sich an der kornischen Südküste in Bodinnick nieder. Du Maurier war fasziniert von den Legenden und Mythen der Region, die sie immer wieder in Büchern verarbeitete. Inspiration für den Roman Jamaica Inn war ein Aufenthalt du Mauriers im gleichnamigen Gasthaus im Jahr 1930. Sie und ihre Begleitung hatten im Nebel die Orientierung verloren und wurden von ihren Pferden zum Jamaica Inn zurückgeführt. Anlässlich dieses Aufenthalts hörte sie Geschichten über das Bodmin Moor und Legenden über örtliche Schmuggler, die die Grundlage für die 1935 geschriebene Geschichte Jamaica Inn bildeten.

## Der Roman

### Formalien
Der Roman ist in 18 fortlaufend nummerierte Kapitel gegliedert, die keine sprechenden Überschriften haben. Die Erzählung verläuft streng chronologisch. Der Erzähler ist an der Geschichte nicht beteiligt. Er berichtet als Außenstehender in der dritten Person, orientiert sich dabei aber an der Sichtweise Mary Yellans, deren Gefühle er kennt und darstellt (personale Erzählsituation). Er greift nicht vor und gibt auch keine Hinweise, wenn Marys aktuelles Wissen und Einschätzungen unzutreffend sind und später überholt sein werden.

### Personen
- Mary Yellan, eine 23-jährige Waise
- Patience Merlyn (Tante Patience), die Schwester von Marys verstorbener Mutter
- Joshua „Joss“ Merlyn, Ehemann von Patience Merlyn und Wirt des Gasthauses Jamaica
- Jeremiah „Jem“ Merlyn, Joss Merlyns jüngerer Bruder
- Junker Basset, der Friedensrichter aus North-Hill
- Reverend Francis Darvey, Vikar von Altarnun, ein Albino.

### Handlung

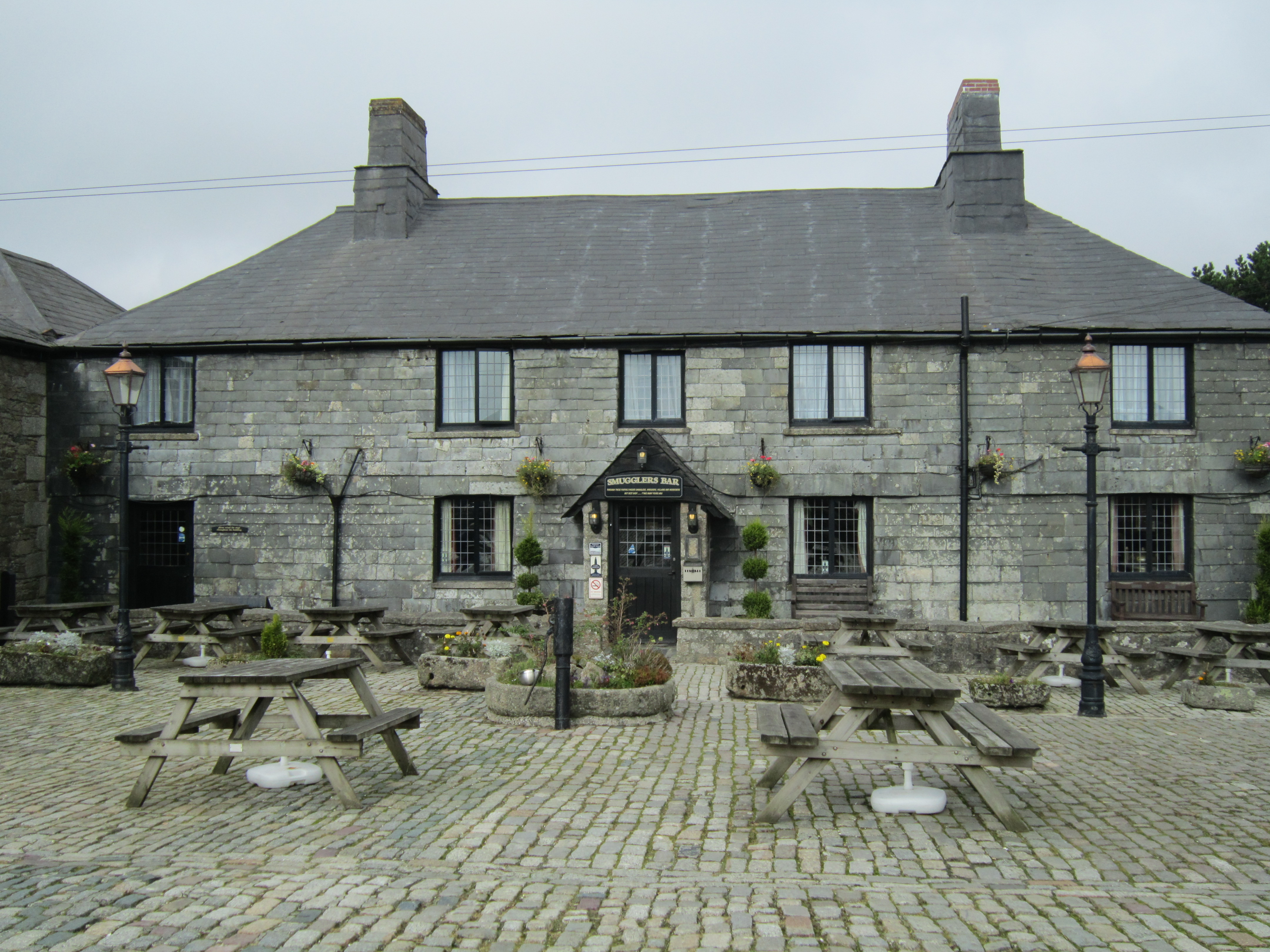
Jamaica Inn (2010)

Die Geschichte spielt um das Jahr 1820 in Cornwall.
Die 23-jährige Mary Yellan muss nach dem Tod ihrer Mutter den heimischen Hof in Helford aufgeben. Wie versprochen, zieht Mary zu Tante Patience, der Schwester ihrer Mutter. Tante Patience ist mit dem Mary unbekannten Joss Merlyn verheiratet, dem das Gasthaus Jamaica im Bodmin Moor gehört. Er hat es im Wege eines Strohmanngeschäfts erworben.
Schon anlässlich ihrer Anreise an einem Novemberabend erfährt Mary, dass das Gasthaus Jamaica einen schlechten Ruf hat: Der Kutscher weigert sich trotz stürmischen Wetters, dort Rast zu machen, und hält nur kurz, um Mary abzusetzen. Das Gasthaus Jamaica ist verschlossen und heruntergekommen. Joss Merlyn empfängt sie. Er ist ein alkoholkranker, großgewachsener, dominanter Mann, der sie bereits am ersten Abend einschüchtert und bedroht. Er kündigt Ereignisse an, die Mary nicht verstehen werde; aus ihnen habe sie sich herauszuhalten. Sie solle sich nicht um Dinge kümmern, die sie nichts angingen; „anderenfalls brech’ ich dich, bis du so aus meiner Hand isst wie deine Tante dort“. Tante Patience, die Mary aus der gemeinsamen Zeit in Helford als attraktive, fröhliche Frau in Erinnerung hat, ist nun eine gespenstische, blasse Erscheinung – Joss Merlyn nennt sie „Totenkopfgesicht“ – und wird von ihrem Ehemann unterdrückt; indirekt ist zu erkennen, dass er sie oft geschlagen hat. Sie hat Angst vor Joss Merlyn, ist ihm jederzeit zu Willen und plappert und hantiert im Übrigen mechanisch. Lediglich in den Phasen, in denen er besinnungslos betrunken ist, hat sie Herrschaft über Joss Merlyn.
Das Gasthaus Jamaica hat üblicherweise keine Gäste; die drei Bewohner bleiben sowohl tagsüber als auch abends unter sich. An einem Abend kurz nach Marys Ankunft ist die Gaststube allerdings mit Gästen gefüllt. Es sind Hausierer, Landstreicher, Geisteskranke und heruntergekommene Personen. Mary muss sie bedienen; Joss Merlyn macht ihr klar, dass die Gäste ihr nur auf seine Anweisung hin nicht körperlich zu nahe kommen. Die Gäste besprechen ein Unternehmen, das Mary nicht versteht. Einer der Gäste, der nicht mitmachen möchte, weil es um Mord geht und das „der gerade Weg zur Hölle“ sei, wird bedroht und verschwindet; Mary vermutet, dass er getötet worden ist. Am gleichen Abend fahren zahlreiche Planwagen auf den Hof. Gegenstände, die Mary nicht erkennen kann, werden von Joss Merlyns Gästen abgeladen und in einem üblicherweise verschlossenen Raum des Gasthauses gelagert. Aus ihren Beobachtungen zieht Mary den Schluss, dass ihr Onkel der Kopf einer Schmugglerbande ist. Mary vertraut sich Reverend Francis Darvey, dem Vikar von Altarnun, an und offenbart ihm ihre Beobachtungen. Den Geistlichen überzeugt die sprunghaft erzählte Geschichte nicht; er empfiehlt Mary, abzuwarten und sich bei weiteren Beobachtungen wieder an ihn zu wenden.

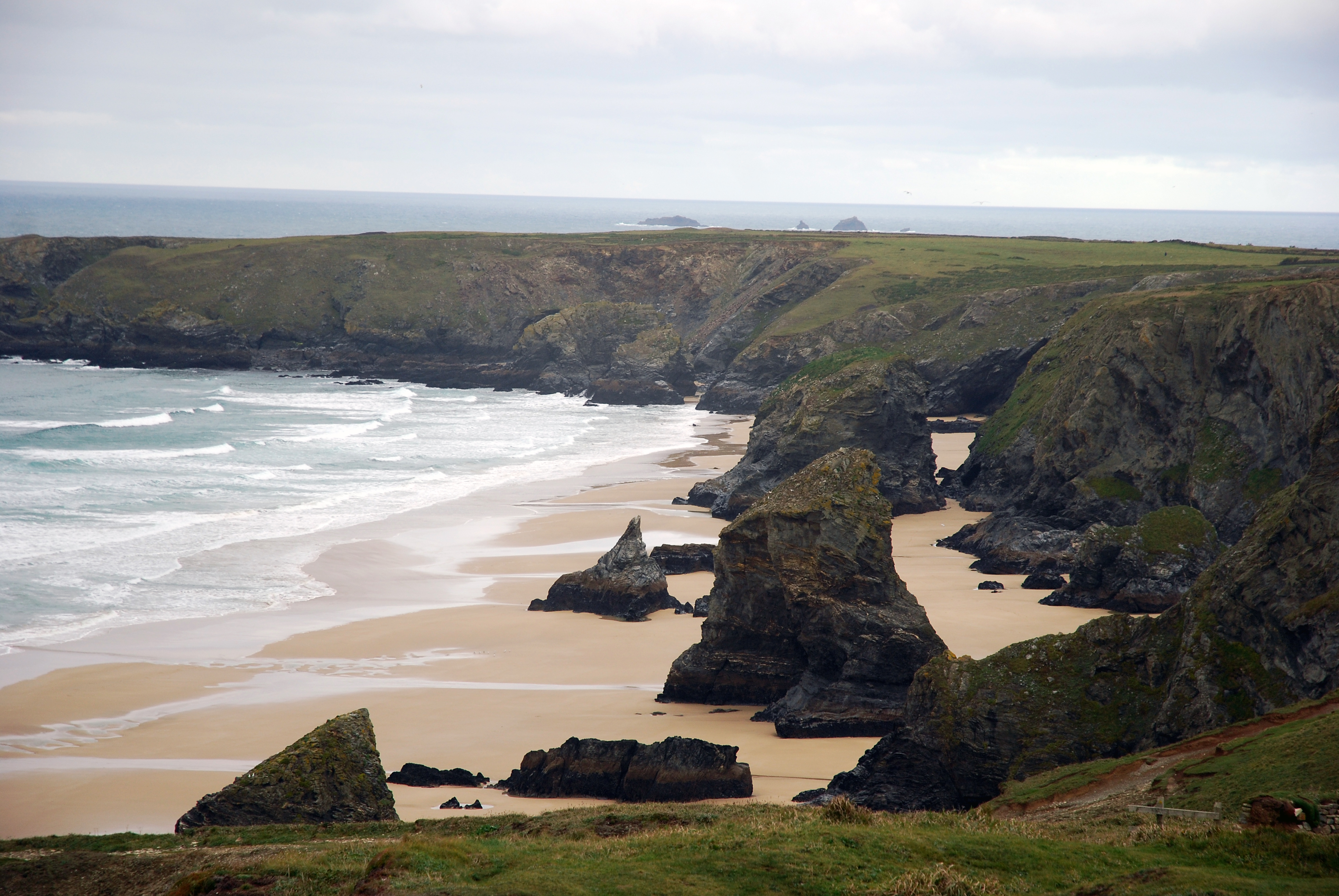
Küste Cornwalls

Worum es bei Joss Merlyns Aktivitäten wirklich geht, erfährt Mary einige Zeit später von ihm selbst, als er sich nach einer Alkoholvergiftung in einer Schwächephase befindet: Seine Männer und er betreiben Strandräuberei. Sie leiten Schiffe durch falsch gesetzte Leuchtfeuer auf Riffe an der Nordküste Cornwalls und plündern die Wracks aus. Um keine Zeugen zu haben, töten sie die Schiffbrüchigen: sie erschlagen sie oder brechen ihnen Arme und Beine, lassen sie ertrinken oder ertränken sie. Die Gesichter der Sterbenden verfolgen Joss Merlyn während seiner Alkoholexzesse.
Mary bleibt wegen ihrer Tante im Gasthaus Jamaica. Sie vertreibt sich die Tage mit Wanderungen durch das Moor. Bei einem dieser Ausflüge trifft sie den Pferdedieb Jem Merlyn, den jüngeren Bruder Joss Merlyns, zu dem sie sich trotz seiner Verwandtschaft mit dem von ihr gehassten Joss hingezogen fühlt. Zwischen ihnen entwickelt sich eine Romanze. Beide besuchen den Weihnachtsmarkt in Launceston, wo Jem Merlyn ein Pony an die Person verkauft, der er es zuvor gestohlen hat. Den Rückweg legt Mary mit Reverend Darvey zurück, dem sie ihr ganzes Wissen zu den Vorgängen im Gasthaus Jamaica offenbart. Sie erzählt auch, das Joss Merlyn in alkoholisiertem Zustand seine Geheimnisse ausplaudert. Darvey überlässt ihr die Kutsche für den letzten Teil der Strecke.
Unterwegs wird Mary von dem schwer betrunkenen Joss Merlyn aufgespürt, der mit einem Dutzend ebenfalls betrunkener Gehilfen auf dem Weg zur Nordküste ist, um am Weihnachtstag einen neuerlichen Schiffbruch herbeizuführen. Joss Merlyn entführt Mary, die dem Kentern des Schiffs und dem Plündern zusehen muss. Der Raubzug misslingt, weil die Strandräuber zu betrunken sind, um organisiert zu arbeiten. Bei Einbruch der Dämmerung ist die Beute noch nicht gesichert. Um nicht entdeckt zu werden, fliehen sie ohne Beute. Dabei kommt es zu einer gewaltsamen Auseinandersetzung mit Joss Merlyn, der nur mit Mary und einem Hausierer zum Gasthaus Jamaica zurückkehrt.

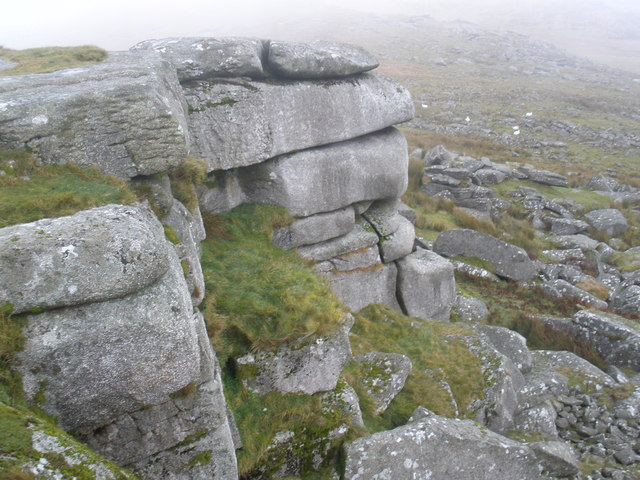
Rough Tor

Hier verbarrikadiert er sich und bereitet seine Flucht vor. Seine Furcht gilt nicht nur der Polizei: „Wir haben Feinde auf jeder Seite: einmal das Gesetz, und dann...“. Mary kommt erstmals der Verdacht, dass Joss Merlyn in Wirklichkeit nicht der Chef der Bande ist, sondern seine Befehle von einem Hintermann erhält. Sie flieht heimlich aus dem Jamaica Inn, um ihren Vertrauten Reverend Darvey zu unterrichten, der allerdings nicht erreichbar ist. Daraufhin versucht sie, den Friedensrichter Basset zu kontaktieren, trifft ihn aber ebenfalls nicht an. Bassets Frau schickt Mary mit einem Diener zurück zum Jamaica Inn, wo ihr Mann bald mit einer Polizeieinheit ankommen werde. Basset kommt allerdings zu spät. Mary erreicht das Gasthaus vor ihm. Joss und Patience Merlyn sind tot; beide wurden erstochen. Mary wendet sich schließlich an Reverend Darvey, der sie im Pfarrhaus aufnimmt. Dort entdeckt sie eine von Darvey angefertigte Karikatur: Die Zeichnung zeigt ihn als Pfarrer auf der Kanzel mit dem Gesicht eines Wolfes und seine Gemeinde mit Schafsgesichtern. Darvey erkennt, dass Mary ihn durchschaut hat: Er ist der Organisator der Strandräuber, der Joss Merlyn die Befehle gab. Er hat Joss und Patience Merlyn getötet, weil Joss Merlyn sein Geheimnis nicht mehr sicher verwahrte. Darvey geht nun seinerseits auf die Flucht und zwingt Mary, mitzukommen. Am Rough Tor kommt es zum Zusammentreffen mit Bassets Truppe, der nun auch Jem Merlyn angehört. Dabei wird Darvey erschossen.
Mary lehnt das Angebot, bei den Bassets zu bleiben, ab und will stattdessen nach Helford zurückkehren. Unterwegs trifft sie auf Jem Merlyn, der bei Basset gegen seinen Bruder Joss ausgesagt und damit den Polizeieinsatz gegen das Gasthaus Jamaica möglich gemacht hatte. Marys Zuneigung zu Jem setzt sich gegen ihre Skepsis durch. Sie entscheidet sich letztlich gegen ein sesshaftes Leben in Helford und bleibt bei Jem Merlyn, um zusammen mit ihm das Leben von Landstreichern zu führen.

### Charakterisierung Mary Yellans
Mary Yellan ist die Hauptperson des Romans. Sie ist eine 23-jährige Waise, die auf dem elterlichen Hof in einfachen Verhältnissen und mit harter Arbeit aufgewachsen ist. Sie nähert sich dem Gasthaus Jamaica zunächst unbefangen. Schnell erkennt sie, dass ihr Onkel ihre Tante mit Gewalt gefügig gemacht hat. Mary fürchtet ihn anfänglich; seine Einschüchterungsversuche zeigen zunächst Wirkung. Schon früh widerspricht Mary ihm aber und macht klar, dass sie Tante Patience unbedingt beschützen werde. Das beeindruckt Joss Merlyn, der erkennt, dass Mary nicht so leicht zu beherrschen ist wie ihre Tante: „Dieses Mädchen und ich, wir werden uns verstehen!“ Später, nachdem sie Joss Merlyns Geheimnis kennengelernt hat, verliert sie jede Furcht; an ihre Stelle treten Ekel und Abscheu.
In Mary Yellan ist der Geschlechtergegensatz klar angelegt. Sowohl Joss als auch Jem Merlyn bestätigen mehrfach, sie verhalte sich wie ein Junge, allerdings fehle ihr die körperliche Kraft des männlichen Geschlechts. Angesichts ihrer klaren körperlichen Unterlegenheit wünscht sich Mary ihrerseits mehrfach, ein Junge zu sein. Hier greift du Maurier einen Teil ihrer eigenen Persönlichkeit auf: Die Autorin war in ihrer Jugend ein Tomboy, trug kurz geschnittene Haare und Jungenkleidung und wünschte sich oft, selbst ein Junge zu sein, was teilweise auf die Einstellung ihres Vaters zurückgeführt wird, der sich anstelle einer Tochter vornehmlich einen Sohn gewünscht hatte.
Zu Mary Yellans Schwächen gehört ein ausgeprägter Mangel an Urteilsvermögen, der sie lange im Unklaren darüber lässt, wem sie trauen kann und wem nicht, und der für falsche Entscheidungen verantwortlich ist.
Marys Verhältnis zu ihrer Tante Patience ist ambivalent: Einerseits nimmt sie die Tante als gequälte, hilfebedürftige Person wahr; deshalb bleibt Mary trotz der abweisenden Atmosphäre im Jamaica Inn. Anderseits sieht sie Tante Patience als ebenso schuldig an wie deren Mann, weil sie Joss Merlyns Treiben kannte und deckte: „Auf ihre Weise mordete auch Tante Patience.“

## Ausgaben
Jamaica Inn wurde in Großbritannien erstmals im Januar 1936 veröffentlicht; Verleger war Victor Gollancz. Im gleichen Jahr erschien es in den USA bei Doubleday Doran.
Die erste, von Siegfried Lang erstellte deutsche Übersetzung des Romans erschien 1941 bei Fretz & Wasmuth unter dem Titel Gasthaus Jamaica (vereinzelt Gasthaus Jamaika geschrieben). 2020 brachte der Insel Verlag eine deutsche Neuübersetzung unter dem Originaltitel Jamaica Inn von Brigitte Heinrich und Christel Dormagen heraus.

## Rezeption
Gasthaus Jamaica ist du Mauriers erster erfolgreicher Roman. In den ersten drei Monaten nach seiner Veröffentlichung verkaufte der britische Verlag mehr Exemplare als von allen ihren vorangegangenen Büchern zusammen.
Gasthaus Jamaica erhielt und erhält positive Kritiken. Rezensenten sehen das Buch in der Tradition des (90 Jahre älteren) Romans Sturmhöhe von Emily Brontë.
Gasthaus Jamaica wird beschrieben als eine Geschichte über Gier und Gewalt, vor allem über Gewalt gegen Frauen, und über „nicht weniger als das Böse an sich.“ Der Roman ist „voll von faszinierenden und unheimlichen Charakteren“, die stark und lebendig gezeichnet sind.
Kritiker loben schließlich die Naturbeschreibungen du Mauriers: Die Landschaft Cornwalls werde so klar und bedrohlich beschrieben, dass der Leser sie fühlen könne, ganz so als sei er selbst dort.

## Adaptionen und Bezugnahmen

### Spielfilm

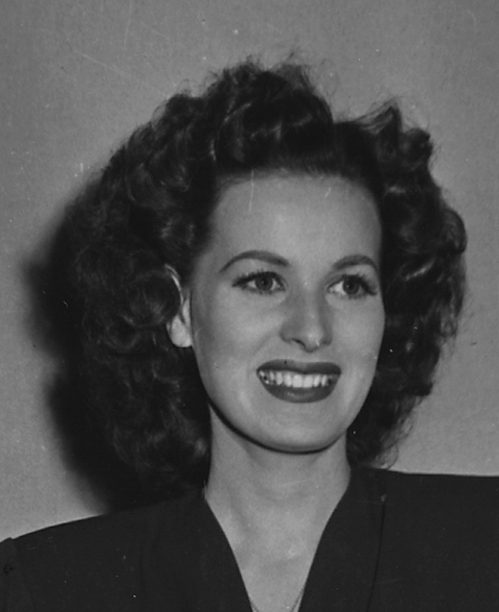
Hitchcocks Mary: Maureen O’Hara

Die erste Verfilmung des Stoffs war der von Charles Laughton und Erich Pommer produzierte Spielfilm Jamaica Inn (deutsche Titel: Riff-Piraten und Die Taverne von Jamaika), den Alfred Hitchcock in Schwarz-Weiß in Szene setzte. Maureen O’Hara spielte die Rolle der Mary, Leslie Banks die des Joss Merlyn. Erste Ideen zur Verfilmung entwickelten Hitchcock, Laughton und Pommer bereits 1936, wenige Monate nach dem ersten Erscheinen des Romans. Der Film wurde aber erst Anfang 1939 gedreht und kam im Mai 1939 in die britischen Kinos. Die Handlung weicht stellenweise deutlich von der Romanvorlage ab. Riff-Piraten war Hitchcocks letzter in Großbritannien gedrehter Film. Er wird als eine schwache Arbeit Hitchcocks angesehen; ein Kritiker beschrieb den Film als schnell abgedrehtes, enttäuschendes Historienmelodram.

### Fernsehfilme und -serien
Jamaica Inn wurde mehrfach fürs Fernsehen verfilmt:
- 1983 produzierte Peter Graham Scott für den britischen Fernsehsender ITV den zweiteiligen Fernsehfilm Jamaica Inn. Jane Seymour hatte die Rolle der Mary und Patrick McGoohan die des Joss Merlyn.
- 1995 entstand unter der Regie von Gilles Béhat an Schauplätzen in der Normandie der 90-minütige französische Fernsehfilm L’Auberge de la Jamaïque. Gilles Béhats Tochter Alice spielte die Mary, Harry Cleven den Joss Merlyn. Der Film wurde am 6. November 1995 erstmals ausgestrahlt.[11]
- 2014 produzierte Ed Rubin für die BBC die dreiteilige Fernsehserie Jamaica Inn mit Jessica Brown Findlay als Mary und Sean Harris als Joss Merlyn.

### Musik
Tori Amos veröffentlichte 2005 auf ihrem Album The Beekeeper das Lied Jamaica Inn. Die Idee zu dem Lied kam ihr bei einem Aufenthalt in Cornwall, als sie bei nebligem Wetter an der Küste stand.

## Ausgaben
- Daphne Du Maurier: Jamaica Inn, Aus dem Englischen von Christel Dormagen und Brigitte Heinrich, Insel Verlag, 2020, ISBN 978-3-458-36458-0

## Sekundärliteratur
- Dianne Armstrong: The Inverse Gothic Invasion Motif in Daphne Du Maurier’s Jamaica Inn: The National Body and Smuggling as Disease. In: Women’s Studies 38:1, 2008, S. 23–43.
- Avril Horner und Sue Zlosnik: Daphne Du Maurier: Writing, Identity and the Gothic Imagination. Macmillan, Basingstoke 1998, ISBN 978-0-312-21146-2.